# East Williston (Florida)
East Williston és una concentració de població designada pel cens dels Estats Units a l'estat de Florida. Segons el cens del 2000 tenia 966 habitants.

## Demografia
Segons el cens del 2000, East Williston tenia 966 habitants, 344 habitatges, i 245 famílies. La densitat de població era de 119,9 habitants/km².
Dels 344 habitatges en un 35,5% hi vivien nens de menys de 18 anys, en un 29,1% hi vivien parelles casades, en un 36,3% dones solteres, i en un 28,5% no eren unitats familiars. En el 23,5% dels habitatges hi vivien persones soles el 8,7% de les quals corresponia a persones de 65 anys o més que vivien soles. El nombre mitjà de persones vivint en cada habitatge era de 2,81 i el nombre mitjà de persones que vivien en cada família era de 3,32.
Per edats la població es repartia de la següent manera: un 31,2% tenia menys de 18 anys, un 12,1% entre 18 i 24, un 27,6% entre 25 i 44, un 17,6% de 45 a 60 i un 11,5% 65 anys o més.
L'edat mediana era de 31 anys. Per cada 100 dones de 18 o més anys hi havia 75,5 homes.
La renda mediana per habitatge era de 23.882 $ i la renda mediana per família de 28.152 $. Els homes tenien una renda mediana de 26.589 $ mentre que les dones 17.981 $. La renda per capita de la població era de 14.085 $. Entorn del 29,4% de les famílies i el 28,7% de la població estaven per davall del llindar de pobresa.

## Poblacions properes
El següent diagrama mostra les poblacions més properes.